# N.A.S.A. (proyecto musical)
N.A.S.A. (North America / South America) es un proyecto musical formado en 2003 por el neoyorquino Squeak E. Clean (Sam Spiegel) y por el paulistano Zé «DJ Zegon» Gonzales (ex-Planet Hemp). El álbum de estrena (Spirit of the Apollo) fue lanzado en febrero de 2009, con participaciones especiales de David Byrne, Kanye West, Tom Waits, George Clinton, Karen O, Ghostface Killah, Santogold, M.I.A. y Seu Jorge, entre otros.

## Discografía
- Spirit of the Apollo (2009)

1. Intro: 0:58
2. The People Tree (con David Byrne, Chali 2na, Gift Of Gab y Z-Trip): 4:14
3. Money (con David Byrne, Chuck D, Ras Congo, Seu Jorge y Z-Trip): 4:15
4. N.A.S.A. Music (con Method Man, E-40 y DJ Swamp): 4:22
5. Way Down (con RZA, Barbie Hatch y John Frusciante): 3:13
6. Hip Hop (con KRS-One, Fatlip y Slim Kid Tre): 4:06
7. Four Rooms, Earth View: 0:25
8. Strange Enough (con Karen O, Ol' Dirty Bastard y Fatlip): 4:13
9. Spacious Thoughts (con Tom Waits y Kool Keith): 4:30
10. Gifted (con Kanye West, Santogold y Lykke Li): 3:39
11. A Volta (con Sizzla, Amanda Blank y Lovefoxxx): 3:13
12. There's A Party (con George Clinton y Chali 2na): 4:07
13. Whachadoin? (con Spank Rock, M.I.A., Santo Gold y Nick Zinner): 4:09
14. O Pato (con Kool Kojak y DJ Babão): 3:18
15. Samba Soul (con Del Tha Funkee Homosapien y DJ Qbert): 4:24
16. The Mayor (con The Cool Kids, Ghostface Killah, Scarface y DJ AM): 4:34
17. N.A.S.A. Anthem: 15:32